# Fundación Nobel

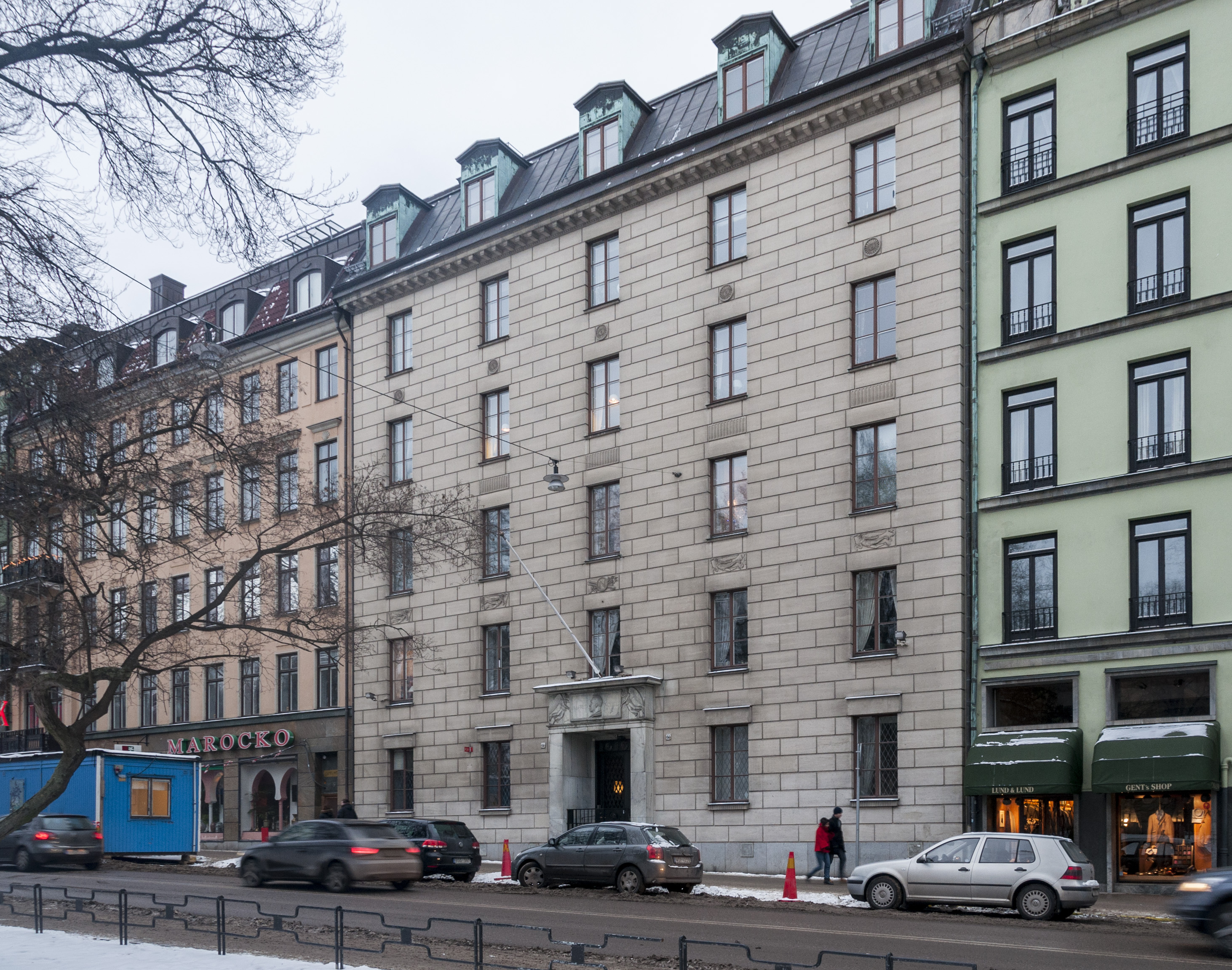
Al centro, el edificio donde se ubican las oficinas de la Fundación Nobel en Estocolmo, Suecia.

La Fundación Nobel (en sueco: Nobelstiftelsen) es una institución privada fundada el 29 de junio de 1900, que tiene la finalidad de manejar las finanzas y encargarse de la administración de los premios Nobel, pero no está involucrada en el proceso de selección de los galardonados. La creación de esta fundación se basa en la última voluntad de Alfred Nobel, inventor de la dinamita, quien expresó en su testamento el deseo de que su dinero fuera usado para crear premios de Física, Química, Paz, Fisiología o Medicina y Literatura. La fundación también se hace cargo de organizar los Simposios Nobel, una serie de conferencias donde se discuten avances científicos relevantes y temas de importancia cultural o social.

## Historia

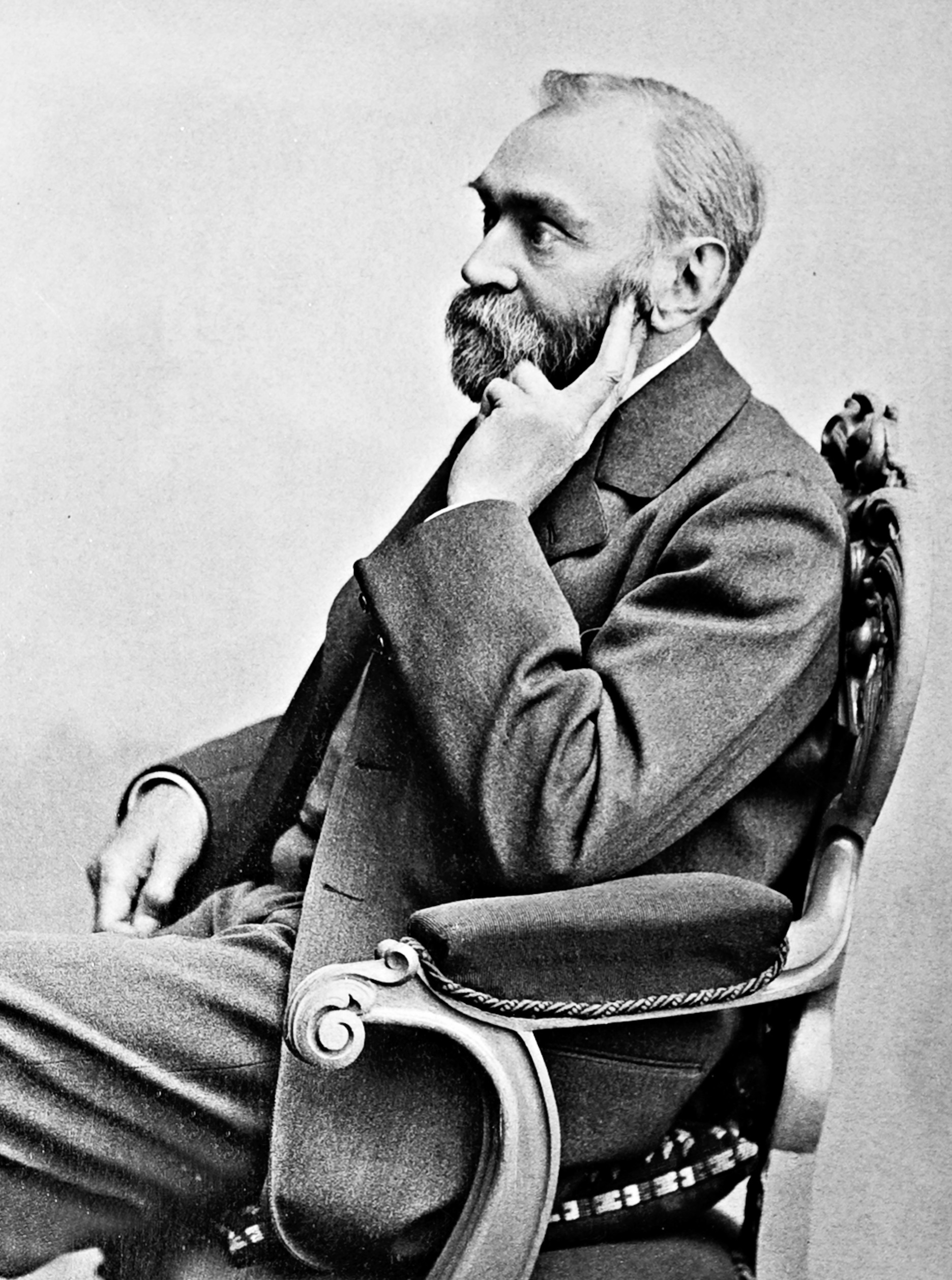
Retrato de Alfred Nobel original de Gösta Florman

Alfred Bernhard Nobel nació el 21 de octubre de 1833 en Estocolmo, Suecia, fue químico, ingeniero, innovador, fabricante de armamentos e inventor de la dinamita. Propietario de Bofors, empresa fabricante de armamento que originalmente se dedicaba a la manufactura de hierro y acero. Registró 355 patentes, la más famosa fue la dinamita; amasó una considerable fortuna personal gracias principalmente a esta última. Murió por accidente cerebrovascular en 1896, en su villa de San Remo, Italia, donde pasó los últimos años de su vida.
Para sorpresa de muchos, Nobel expresó en su testamento el deseo de que su dinero fuera usado para crear premios de Física, Química, Paz, Fisiología o Medicina y Literatura. Redactó varios testamentos, el último un año antes de su muerte y firmado en el Club Sueco-Noruego de París el 27 de noviembre de 1895. Nobel legó el 94% de sus activos, 31 millones de coronas suecas, para establecer y dotar los cinco premios Nobel.

La totalidad de mis bienes realizables restantes se tratará de la siguiente manera:

El capital será invertido por mis albaceas en valores seguros y constituirá un fondo, los intereses se distribuirán anualmente en forma de premios a quienes, durante el año anterior, hayan otorgado el mayor beneficio a la humanidad. Dichos intereses se dividirán en cinco partes iguales que se distribuirán de la siguiente manera: una parte a la persona que haya realizado el descubrimiento o invento más importante dentro del campo de la Física; una parte a la persona que haya hecho el descubrimiento o mejora química más importante; una parte a la persona que haya efectuado el descubrimiento más importante dentro de los dominios de la Fisiología o la Medicina; una parte a la persona que haya producido, en el campo de la literatura, la obra más destacada de tendencia idealista; y una parte a la persona que haya realizado el más grande o mejor trabajo para lograr la fraternidad entre las naciones, la abolición o reducción de ejércitos permanentes y para la celebración y promoción de congresos de paz.

Los premios de Física y Química serán concedidos por la Academia Sueca de Ciencias; aquellos para trabajos fisiológicos o médicos por el Instituto Karolinska en Estocolmo; los de literatura por la Academia de Estocolmo; y los de los campeones de la paz por un comité de cinco personas que será elegido por el Parlamento noruego. Es mi deseo expreso, que en la concesión de los premios no se tendrá ninguna consideración a la nacionalidad de los candidatos, para que los más dignos reciban el premio sean escandinavos o no.
Testamento de Alfred Nobel.

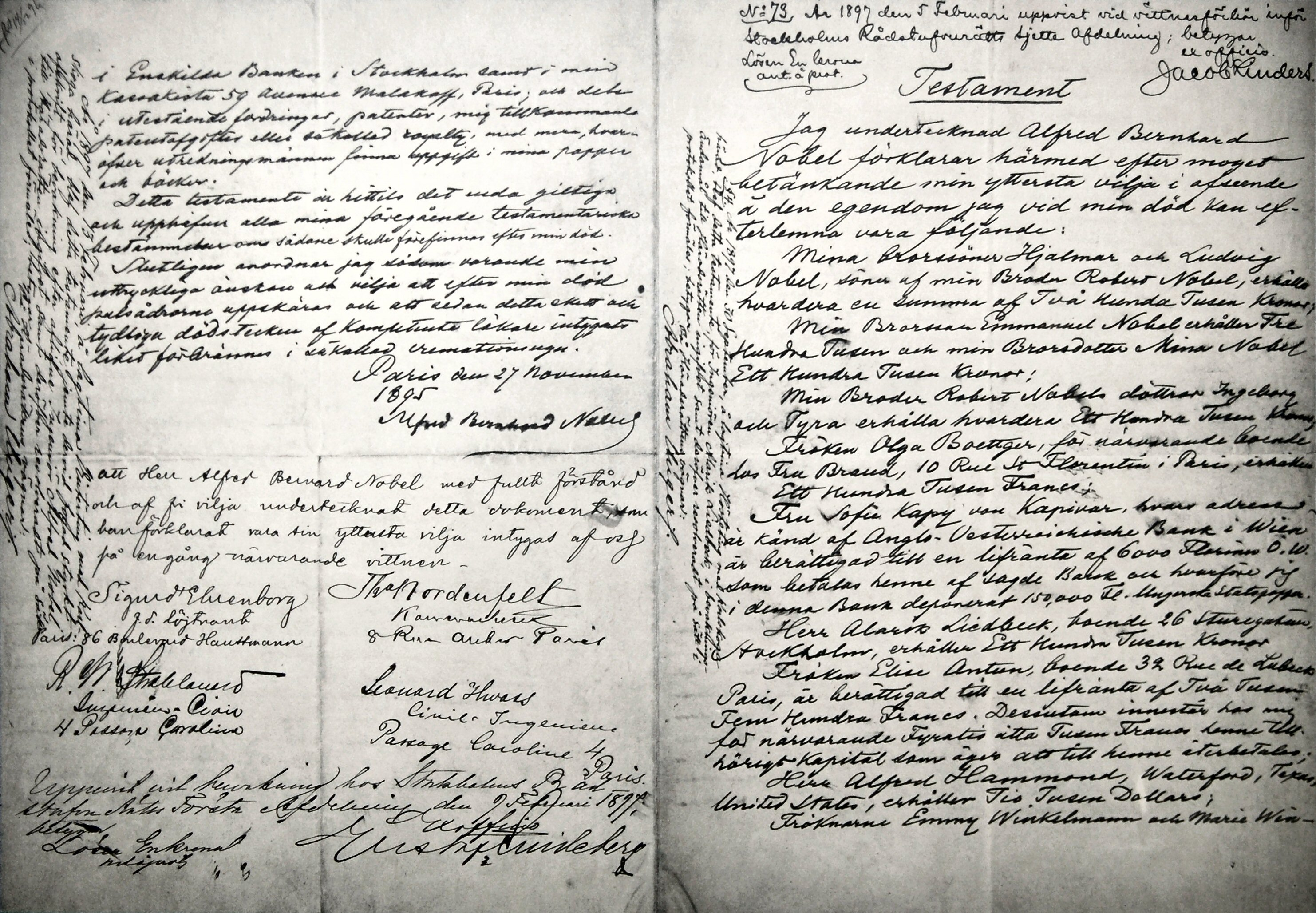
Testamento de Alfred Nobel, 25 de noviembre de 1895

Los ejecutores de su testamento, Ragnar Sohlman y Rudolf Lilljequist, crearon la Fundación Nobel con el fin de vigilar el manejo de la fortuna de Nobel y organizar los premios. Aunque las disposiciones del testamento crearon los premios, el plan estaba incompleto y debido a diversos obstáculos tomó cinco años crear la Fundación Nobel y otorgar los primeros premios el 10 de diciembre de 1901, uno de los primeros receptores fue Wilhelm Conrad Röntgen. Al 31 de diciembre de 2010, los activos controlados por la Fundación Nobel ascendían a 3151 millones de coronas suecas (aproximadamente $465 millones de dólares).

## Establecimiento, finanzas y organización
La Fundación Nobel fue establecida como una organización privada el 29 de junio de 1900, específicamente con el fin de manejar las finanzas y la administración de los premios Nobel, sobre la base de la última voluntad y testamento de Alfred Nobel. En su tiempo, el testamento causó mucho escepticismo y crítica, por lo que su ejecución no fue aprobada por el Storting hasta el 26 de abril de 1897. Poco después, el parlamento designó a los miembros del Comité Noruego del Nobel que iba a conceder el premio de la Paz. Fueron siguiéndole las demás organizaciones encargadas de entregar los premios; el Instituto Karolinska el 7 de junio, la Academia Sueca el 9 de junio y la Real Academia Sueca de Ciencias el 11 de junio. Más adelante, la Fundación Nobel trató de llegar a un acuerdo sobre las directrices de cómo debía concederse el Premio Nobel. En 1900, los recién creados estatutos de la Fundación Nobel fueron promulgados por el rey Óscar II. En 1905 fue disuelta la Unión entre Suecia y Noruega lo que significó que la responsabilidad para la concesión de los premios Nobel se dividió entre los dos países. Noruega, por medio del Comité Noruego del Nobel se convirtió en la responsable de otorgar el premio de la Paz, mientras que Suecia se convirtió en la responsable de otorgar los otros premios.
De conformidad con el testamento de Nobel, la principal tarea de la fundación es administrar la fortuna que dejó, otra tarea importante es la de representar el Premio Nobel ante el mundo, hacerse cargo de actividades informales y de las cuestiones relacionadas con la concesión de los premios. La fundación no está involucrada de ninguna manera en el proceso de selección de los galardonados. En muchos sentidos la fundación es similar a una empresa de inversiones que invierte dinero de diversas maneras con el fin de crear una sólida base de financiamiento para el premio y las actividades administrativas. Desde 1946, la fundación está exenta de todo impuesto en Suecia y, desde 1953, está exenta de impuestos de inversión en los Estados Unidos. A partir de la década de 1980, las inversiones de la fundación comenzaron a ganar más dinero que antes. A comienzos de los años 1980, el dinero otorgado con el premio era de 1 millón de coronas; para 2011, el dinero del premio había incrementado a 10 millones de coronas suecas.
De acuerdo con los estatutos, la fundación debe constar de una junta con sede en Estocolmo y estar formada por cinco hombres. El presidente de la junta debe ser nombrado por el rey durante sesión del consejo. Los otros cuatro miembros son nombrados por los fideicomisarios de las instituciones que adjudican el premio. La primera tarea de la junta era elegir un director ejecutivo de entre sus miembros. El rey, durante sesión de consejo, debía nombrar un director adjunto y dos diputados de entre los demás miembros. Sin embargo, desde 1995, todos los miembros de la junta han sido elegidos por el patronato, además, el director ejecutivo y el director adjunto son nombrados por la propia junta. Aparte de la junta, la Fundación Nobel está compuesta por las instituciones que otorgan el premio (la Real Academia Sueca de Ciencias, la Asamblea Nobel del Instituto Karolinska, la Academia Sueca y el Comité Noruego del Nobel), los administradores de estas instituciones y los auditores.

## Simposios Nobel
En 1965, la fundación inició los Simposios Nobel, un programa de conferencias «dedicado a aquellas áreas de las Ciencias donde se están produciendo avances o que trata temas de principal importancia cultural o social». Los simposios han cubierto temas tales como las prostaglandinas, cinética química, diabetes mellitus, teoría de cuerdas, la cosmología y la Guerra Fría en la década de 1980. El comité de los Simposios Nobel está conformado por miembros de los comités Nobel de Química, Literatura, Paz, Física y Fisiología o Medicina; el comité del premio de Economía; la Fundación del Tricentenario del Banco de Suecia; y la Fundación Wallenberg.